# Salmasellus steganothrix
Salmasellus steganothrix är en kräftdjursart som beskrevs av Bowman1975. Salmasellus steganothrix ingår i släktet Salmasellus och familjen sötvattensgråsuggor. Inga underarter finns listade i Catalogue of Life.